# Luis Doporto
Luis Doporto Marchori (Sevilla, 1893-¿?) fue un geógrafo, historiador y político republicano español.   

## Biografía
Luis Doporto nació en Sevilla, en el seno de una familia prolífica de intelectuales, científicos y políticos como su hermano Mariano Doporto Marchori y su tío Severiano Doporto y Uncilla quien los adoptó junto a su hermana luego de la muerte de su padre.
Se doctoró en Historia en la Universidad Central con la tesis "Teruel y su Comunidad en la Historia de Don Jaime I de Aragón".  Durante su juventud fue profesor, tuvo una vasta producción cartográfica, y compatibilizó estas tareas con la política en el campo republicano. Llegó a ser alcalde de Teruel.
Miembro del Consejo Provisional de Grupo Acción Republicana, durante la Segunda República fue director general del Instituto Geográfico, Catastral y de Estadística. Fue también Director del Instituto Geográfico Catastral y de Estadística, gobernador civil en varias provincias españolas, ministro plenipotenciario de España en Brasil. 
Tras la Guerra Civil, exiliado en México, fue director del Diccionario director del diccionario UTEHA, de la editorial homónima fundada en su mayoría por destacadas figuras republicanas. 
Fue un destacado activista republicano en el exilio.

## Obras
- Geografía General de España, Castejón, 1922
- "El Libro de Nuestros Hijos", 1965.[6]
- Realizó el Mapa de la península ibérica[7] junto a otras cartografías de la época.